# Bleu Bénédictin
Bleu Bénédictin es un queso azul de Canadá elaborado por los monjes en la Abadía Benedictina de Saint-Benoît-du-Lac, Quebec.
El queso es uno azul, semi-suave, hecho de leche entera profundamente veteado con el moho de penicillium del  Roquefort. Una rueda de Bénédictin pesa 2 kg (4,4 lb) y tiene una capa gris blanquecina.
El aroma del queso recuerda a las setas y tiene un sabor cremoso y delicadamente salado. El centro de la rueda de queso es especialmente cremoso.